# Iperpituitarismo
L' iperpituitarismo  è una condizione di eccessiva produzione di ormoni da parte dell'ipofisi. Può essere primitivo, nel caso la produzione ormonale in eccesso sia dovuto a tumori secernenti, oppure più raramente secondario, qualora l'iperproduzione derivi dalla mancanza del feedback negativo, ovvero nei rari casi di tumori ipotalamici secernenti o nel caso di non adesione alla terapia ormonale sostitutiva.

## Meccanismo fisiopatologico
La parte anteriore dell'ipofisi, chiamata adenoipofisi, è deputata alla produzione di prolattina, ACTH, TSH, FSH, LH e GH. Lo stimolo alla produzione degli ormoni è conseguente al rilascio, da parte dell'ipotalamo, di fattori di rilascio specifici per gli ormoni ipofisari, prodotti quando si abbassano i livelli ormonali di cortisolo, tiroxina, estrogeni, progesterone, oppure durante la lattazione per quanto riguarda la prolattina e durante la crescita per quanto riguarda il GH. La presenza di un tumore secernente uno qualsiasi degli ormoni ipofisari, causerà un aumento dei livelli degli ormoni periferici e la conseguente manifestazione clinica. È da dire che raramente i tumori ipofisari secernenti producono un solo tipo di ormone, molto più spesso l'increzione ormonale è molteplice.

## Manifestazioni cliniche

### Eccesso di prolattina
I prolattinomi sono i tumori ipofisari secernenti più comuni, rappresentandone circa il 35%. Negli uomini l'increzione di prolattina causa ginecomastia, impotenza sessuale e infertilità; nelle donne causa galattorrea, amenorrea, impotenza e infertilità; nel bambino può portare a pubertà precoce.

### Eccesso di ACTH
L'eccesso di ACTH causa la Sindrome di Cushing, con aumento dei livelli di cortisolo, aldosterone e ormoni sessuali maschili. La sintomatologia comprende diabete, ipertensione arteriosa, mascolinizzazione nella femmina, alterazioni psicologiche; nel bambino può portare a pubertà precoce. Importante è la diagnosi differenziale con il microcitoma polmonare, anch'esso producente ACTH.

### Eccesso di TSH
L'eccesso di TSH causa un ipertiroidismo secondario, il cui corredo sintomatologico comprende astenia, anoressia, alterazioni cardiologiche e psicologiche; nel bambino può portare a pubertà precoce.

### Eccesso di GH
L'eccesso di somatotropina, o GH, porta a una diversa sintomatologia nel bambino e nell'adulto. Nel giovane si ha gigantismo, con aumento di dimensione armonico di tutte le strutture osteomuscolari; nell'adulto è causa di acromegalia, in cui aumentano di dimensione le ossa di volto, mani e piedi.

### Eccesso di FSH o LH
È una situazione piuttosto rara; quando succede si ha generalmente ipogonadismo.

## Terapia
Nel caso di adenoma dell'ipofisi secernente prolattina la terapia medica consiste in somministrazione di dopamino-agonisti; nel caso di fallimento la terapia è chirurgica, con rimozione dell'adenoma per via trans-sfenoidale, e/o radiologica, con irradiazione della sella turcica.